# Аниканов, Алексей Тимофеевич
Алексе́й Тимофе́евич Аника́нов (укр. Олексій Тимофійович Аниканов; 17 марта 1904, Никольское, Харьковская губерния — 13 сентября 1983, Павлоград) — советский шахтёр, бригадир бригады проходчиков строительного управления № 5 треста «Артёмшахтострой». Герой Социалистического Труда (1957). Участник Гражданской и Великой Отечественной войн.

## Биография
Родился 17 марта 1904 года в селе Никольское. Украинец.
В 1919-1920 годах участвовал в Гражданской войне. После войны работал выборщиком породы на шахте имени Ф. Э. Дзержинского в Луганской области. 
В 1941 году был призван в Красную Армию. Воевал на Центральном, Волховском, 4-Украинском, 1- и 2-Белорусском фронтах в 317-м артиллерийском отдельном дивизионе.

Умер 13 сентября 1983 года и был похоронен на городском кладбище в Павлограде.

## Награды
Алексей Тимофеевич Аниканов был удостоен следующих наград:
- Медаль «Серп и Молот» (26 апреля 1957 — № 7678);
- 2 ордена Ленина (26 апреля 1957 — № 311379 и 29 июня 1966);
- Орден Трудового Красного Знамени (4 сентября 1948);
- 2 медали «За отвагу» (18 апреля 1944 и 15 апреля 1945);
- ряд других медалей;
- Звание Почётный гражданин Павлограда (4 апреля 1977).